# Leptolycus helerocornis
Leptolycus helerocornis là một loài bọ cánh cứng trong họ Lycidae. Loài này được Leng & Mutchler miêu tả khoa học năm 1922.